# Grand Prix-wegrace van Joegoslavië 1980
De Grand Prix-wegrace van Joegoslavië 1980 was vierde race van wereldkampioenschap wegrace in het seizoen 1980. De race werd verreden op 15 juni 1980 op het Automotodrom Grobnik bij Rijeka.

## Algemeen
De organisatie in Joegoslavië was zo zuinig mogelijk: het minimum van vier klassen kwam aan de start en er werden niet meer dan vijftien zijspancombinaties toegelaten. Zo spaarde men ongeveer 100.000 Euro uit, maar er kwamen ook maar 15.000 bezoekers, waardoor het budget voor het volgende jaar nog kleiner was. Bovendien was er verwarring om de geklokte trainingen: Op zaterdag werden tijdens twee van de drie trainingen de tijden opgenomen en op zondagochtend was er een ongeklokte training. Zelfs de internationale jury van de FIM kon de organisatoren niet op andere gedachten brengen. Ook ondervonden coureurs en machines hinder van de hoge temperaturen, tot 35 °C. Tijdens de trainingen waren er al veel valpartijen. Martin van Soest kon meteen na de eerste training afreizen omdat hij een breuk in zijn rechtervoet had en Yves Dupont brak een arm. Kork Ballington moest de wedstrijd in Joegoslavië overslaan omdat hij een darmoperatie had ondergaan. Alain Michel had in Michael Burkhardt een nieuwe bakkenist gevonden, nadat Paul Gérard een hartaanval had gehad. Het ELF-team was het eerste dat een oplossing had gevonden voor het slechte frame van de productie-Yamaha TZ 500. Zij hadden de machine van Michel Frutschi zelf helemaal veranderd.

## 250 cc
In de 250cc-race namen Roland Freymond en Sauro Pazzaglia meteen de leiding, gevolgd door Klaas Hernamdt, die de 19e startplaats had maar een bliksemstart maakte. Doordat zijn banden het al snel begaven moest Hernamdt zich echter terug laten zakken en hij uiteindelijk slechts 17e. Toni Mang vond aansluiting bij de kopgroep net toen Freymond's Ad Maiora vastliep. Mang liep weg van een achtervolgende groep bestaande uit Giampaolo Marchetti, Jean-Marc Toffolo, Sauro Pazzaglia, Carlos Lavado en Eric Saul, die een vastloper kreeg. Marchetti, Pazzaglia en Lavado leverden een mooi gevecht om de tweede plaats en eindigden in deze volgorde.

### Uitslag 250 cc
| Pos | Coureur                | Merk             | Tijd        | Grid        | Punten |
| --- | ---------------------- | ---------------- | ----------- | ----------- | ------ |
| 1   | Toni Mang              | Krauser-Kawasaki | 46'54"7     | 1           | 15     |
| 2   | Giampaolo Marchetti    | MBA              | 47'33"1     | 18          | 12     |
| 3   | Sauro Pazzaglia        | Ad Maiora        | 47'48"7     | 11          | 10     |
| 4   | Carlos Lavado          | Yamaha           | 47'59"0     | 10          | 8      |
| 5   | Jacques Cornu          | Yamaha           | 48'10"6     | 5           | 6      |
| 6   | Jean-François Baldé    | Kawasaki         | 48'11"1     | 16          | 5      |
| 7   | Jean-Marc Toffolo      | Yamaha           | 48'11"4     | 7           | 4      |
| 8   | Roger Sibille          | Yamaha           | +1 ronde    | 2           | 3      |
| 9   | Walter Villa           | Yamaha           | +1 ronde    | 9           | 2      |
| 10  | Franco Marcheggiani    | Yamaha           | +1 ronde    | 20          | 1      |
| 11  | Jean Lafond            | Yamaha           | +1 ronde    | 23          |        |
| 12  | Didier de Radiguès     | Yamaha           | +1 ronde    | 17          |        |
| 13  | Hans Müller            | Yamaha           | +1 ronde    | 14          |        |
| 14  | Jean-Louis Guignabodet | Kawasaki         | +1 ronde    | 12          |        |
| 15  | René Delaby            | Yamaha           | +1 ronde    | 21          |        |
| 16  | Eero Huvärinen         | Yamaha           | +1 ronde    | 13          |        |
| 17  | Klaas Hernamdt         | Yamaha           | +1 ronde    | 19          |        |
| 18  | André Gouin            | Yamaha           | +1 ronde    | 27          |        |
| 19  | Bruno Lüscher          | Yamaha           | +1 ronde    | 29          |        |
| 20  | Bengt Elgh             | Yamaha           | +2 ronden   | 32          |        |
| DNF | Paolo Ferretti         | Yamaha           |             | 5           |        |
| DNF | Massimo Matteoni       | Yamaha           |             | 15          |        |
| DNF | Roland Freymond        | Ad Maiora        | Vastloper 4 | Vastloper 4 |        |
| DNF | Roland Kopf            | Yamaha           |             | 31          |        |
| DNF | Eric Saul              | Yamaha           | Vastloper 8 | Vastloper 8 |        |
| DNF | Edi Stöllinger         | Kawasaki         |             | 22          |        |
| DNF | Peter Looijesteijn     | Yamaha           |             | 30          |        |
| DNF | Harald Bartol          | MBA              |             | 24          |        |
| DNF | Chas Mortimer          | Yamaha           |             | 28          |        |
| DNF | Thierry Espié          | Yamaha           | Val         | 3           |        |
| DNF | Arturo Venanzi         | Yamaha           |             | 25          |        |
| DNF | Thierry Laurens        | Yamaha           |             | 26          |        |
| DNQ | Siegfried Minich       | Yamaha           |             | 33          |        |
| DNF | Bruno Kneubühler       | Yamaha           |             | 34          |        |
| DNF | Vuk Tomanovic          | Yamaha           |             | 35          |        |
| DNF | Rafaele Pasqual        | Yamaha           |             | 36          |        |
| DNF | Vladimir Hegel         | Yamaha           |             | 37          |        |
| DNF | Paul Kierstein         | Yamaha           |             | 38          |        |
| DNQ | Darko Rugolic          | Yamaha           |             | 39          |        |
| DNQ | Franco Solaroli        | Yamaha           |             | 40          |        |
| DNQ | János Drapál           | Yamaha           |             | 41          |        |

### Top 10 WK-stand na deze race
| Pos | Coureur             | Motorfiets       | Ptn |
| --- | ------------------- | ---------------- | --- |
| 1   | Toni Mang           | Krauser-Kawasaki | 54  |
| 2   | Kork Ballington     | Kawasaki         | 30  |
| 3   | Thierry Espié       | Bimota-Yamaha    | 28  |
| 4   | Jean-François Baldé | Kawasaki         | 25  |
| 5   | Jacques Cornu       | Yamaha           | 16  |
|     | Giampaolo Marchetti | Yamaha           | 16  |
| 7   | Carlos Lavado       | Yamaha           | 14  |
|     | Roland Freymond     | Ad Maiora        | 14  |
| 9   | Erick Saul          | Yamaha           | 12  |
| 10  | Sauro Pazzaglia     | Ad Maiora        | 10  |
|     | Pierluigi Conforti  | Yamaha           | 10  |

## 125 cc
De 125cc-race in Joegoslavië leek spannend te beginnen toen een kopgroep ontstond met Ángel Nieto, Hans Müller en Pier Paolo Bianchi. Guy Bertin vond echter aansluiting en ging meteen aan de leiding rijden. De kopgroep werd uitgedund toen Nieto versnellingsbakproblemen kregen en Bianchi, mogelijk bevangen door de hitte, viel. Müller stond op gewone profielbanden en kon Bertin uiteindelijk niet volgen.

### Uitslag 125 cc
| Pos | Coureur             | Merk       | Tijd                 | Grid                 | Punten               |
| --- | ------------------- | ---------- | -------------------- | -------------------- | -------------------- |
| 1   | Guy Bertin          | Motobécane | 43'45"9              | 3                    | 15                   |
| 2   | Hans Müller         | MBA        | 43'49"1              | 2                    | 12                   |
| 3   | Loris Reggiani      | Minarelli  | 43'59"4              | 8                    | 10                   |
| 4   | Bruno Kneubühler    | MBA        | 44'17"1              | 5                    | 8                    |
| 5   | Stefan Dörflinger   | Morbidelli | 44'21"4              | 9                    | 6                    |
| 6   | August Auinger      | MBA        | 44'23"4              | 11                   | 5                    |
| 7   | Barry Smith         | MBA        | 45'04"2              | 6                    | 4                    |
| 8   | Peter Looijesteijn  | MBA        | 45'10"0              | 15                   | 3                    |
| 9   | Matti Kinnunen      | MBA        | 45'16"2              | 19                   | 2                    |
| 10  | Zdravko Ljeljak     | MBA        | 45'23"3              | 30                   | 1                    |
| 11  | Gerhard Waibel      | MBA        | 43'58"1              | 21                   |                      |
| 12  | Ernst Fagerer       | MBA        | 43'58"5              | 28                   |                      |
| 13  | Peter Balàz         | MBA        | 44'04"4              | 26                   |                      |
| 14  | Alojz Pavlic        | MBA        | 44'46"9              | 27                   |                      |
| 15  | Hagen Klein         | Hess       | +1 ronde             | 31                   |                      |
| DNF | Pier Paolo Bianchi  | MBA        | Val                  | 1                    |                      |
| DNF | Ángel Nieto         | Minarelli  | Versnellingsbak 4    | Versnellingsbak 4    |                      |
| DNF | Hugo Vignetti       | MBA        |                      | 12                   |                      |
| DNF | Maurizio Vitali     | MBA        |                      | 22                   |                      |
| DNF | Harald Bartol       | MBA        |                      | 20                   |                      |
| DNF | Iván Palazzese      | MBA        |                      | 7                    |                      |
| DNF | Willy Pérez         | MBA        |                      | 23                   |                      |
| DNF | Janez Pintar        | MBA        |                      | 29                   |                      |
| DNF | Jean-Claude Selini  | MBA        |                      | 17                   |                      |
| DNF | Edi Stöllinger      | MBA        |                      | 13                   |                      |
| DNF | Eugenio Lazzarini   | Iprem      |                      | 18                   |                      |
| DNF | Per-Edvard Carlsson | MBA        |                      | 6                    |                      |
| DNF | Thierry Noblesse    | MBA        |                      | 24                   |                      |
| DNF | Alfred Waibel       | MBA        |                      | 25                   |                      |
| DNF | Ricardo Tormo       | MBA        | Drijfstang 14        | Drijfstang 14        |                      |
| DNQ | Cees van Dongen     | Morbidelli |                      | 32                   |                      |
| DNQ | Wolfgang Glawaty    | MBA        |                      | 33                   |                      |
| DNF | Fabrizio Santarini  | MBA        |                      | 34                   |                      |
| DNS | Yves Dupont         | MBA        | Blessure in training | Blessure in training | Blessure in training |

### Top 10 WK-stand na deze race
| Pos | Coureur            | Motorfiets | Ptn |
| --- | ------------------ | ---------- | --- |
| 1   | Pier Paolo Bianchi | MBA        | 42  |
| 2   | Bruno Kneubühler   | MBA        | 28  |
|     | Loris Reggiani     | Minarelli  | 28  |
| 4   | Guy Bertin         | Motobécane | 27  |
| 5   | Hans Müller        | MBA        | 24  |
| 6   | Ángel Nieto        | Minarelli  | 21  |
| 7   | Iván Palazzese     | MBA        | 17  |
|     | Barry Smith        | MBA        | 17  |
| 9   | August Auinger     | MBA        | 9   |
| 10  | Yves Dupont        | MBA        | 8   |
|     | Stefan Dörflinger  | Morbidelli | 8   |

## 50 cc
Ricardo Tormo was in de trainingen van de 50cc-klasse in Joegoslavië al de snelste geweest en in de race was iedere andere rijder kansloos. Tormo had binnen drie ronden een voorsprong van vijftien seconden op Stefan Dörflinger. Die had echter een kleine vastloper gehad en kon het vermogen van de Van Veen-Kreidler niet volledig benutten. Toch was hij veel sneller dan Eugenio Lazzarini. Toen Dörflinger's machine er vijftig meter voor de finish helemaal mee ophield kon hij zich laten uitrollen en had hij nog ruim twee seconden over.

### Uitslag 50 cc
| Pos | Coureur             | Merk              | Tijd                 | Grid                 | Punten               |
| --- | ------------------- | ----------------- | -------------------- | -------------------- | -------------------- |
| 1   | Ricardo Tormo       | Van Veen-Kreidler | 38'12"2              | 1                    | 15                   |
| 2   | Stefan Dörflinger   | Van Veen-Kreidler | 38'40"8              | 2                    | 12                   |
| 3   | Eugenio Lazzarini   | Iprem-Kreidler    | 38'43"1              | 3                    | 10                   |
| 4   | Jacky Hutteau       | ABF               | 39'27"0              | 8                    | 8                    |
| 5   | Henk van Kessel     | Pentax-X-16       | 39'32"8              | 5                    | 6                    |
| 6   | Hans-Jürgen Hummel  | Kreidler          | 39'34"1              | 16                   | 5                    |
| 7   | Otto Machinek       | Kreidler          | 39'46"3              | 15                   | 4                    |
| 8   | Gerhard Waibel      | Kreidler          | 39'46"7              | 13                   | 3                    |
| 9   | Wolfgang Müller     | Kreidler          | 39'47"2              | 9                    | 2                    |
| 10  | Claudio Lusuardi    | Bultaco           | 39'48"0              | 10                   | 1                    |
| 11  | Hagen Klein         | Horex             | +1 ronde             | 11                   |                      |
| 12  | Joaquin Gali        | Bultaco           | +1 ronde             | 20                   |                      |
| 13  | Enzo Saffiotti      | UFO               | +1 ronde             | 26                   |                      |
| 14  | Aldo Pero           | Kreidler          | +1 ronde             | 12                   |                      |
| 15  | Bruno Di Carlo      | ABF               | +1 ronde             | 21                   |                      |
| 16  | Hans Spaan          | Van Veen-Kreidler | +1 ronde             | 18                   |                      |
| 17  | Giuseppe Ascareggi  | Minarelli         | +1 ronde             | 23                   |                      |
| 18  | Zdravko Matulja     | Tomos             | +1 ronde             | 25                   |                      |
| 19  | Günther Schirnhofer | Kreidler          | +1 ronde             | 29                   |                      |
| 20  | Claudio Granata     | Kreidler          | +1 ronde             | 33                   |                      |
| 21  | Peter Verbic        | Kreidler          | +1 ronde             | 28                   |                      |
| DNF | Walter Rapolani     | Kreidler          |                      | 27                   |                      |
| DNF | Mikos Bojan         | Kreidler          |                      | 30                   |                      |
| DNF | Ingo Emmerich       | Falk              |                      | 14                   |                      |
| DNF | Chris Baert         | Kreidler          |                      | 17                   |                      |
| DNF | Enrico Cereda       | DRS               |                      | 22                   |                      |
| DNF | Reiner Koster       | DRS               |                      | 24                   |                      |
| DNF | Theo Timmer         | Bultaco           | Big-end lager 6      | Big-end lager 6      |                      |
| DNF | Zoran Krstic        | Kreidler          |                      | 31                   |                      |
| DNF | Gerhard Singer      | Kreidler          |                      | 32                   |                      |
| DNQ | Zlatko Adamovic     | Kreidler          |                      | 34                   |                      |
| DNQ | Franz Ungar         | Kreidler          |                      | 35                   |                      |
| DNQ | Darko Keletic       | Kreidler          |                      | 36                   |                      |
| DNQ | Rudolf Kunz         | Kreidler          |                      | 37                   |                      |
| DNQ | Ove Skifjeld        | Kreidler          |                      | 38                   |                      |
| DNS | Rolf Blatter        | Kreidler          | Blessure in training | Blessure in training | Blessure in training |
| DNS | Yves Dupont         | ABF               | Blessure in training | Blessure in training | Blessure in training |

### Top 10 WK-stand na deze race
| Pos | Coureur            | Motorfiets        | Ptn |
| --- | ------------------ | ----------------- | --- |
| 1   | Eugenio Lazzarini  | Iprem-Kreidler    | 40  |
| 2   | Stefan Dörflinger  | Van Veen-Kreidler | 30  |
| 3   | Henk van Kessel    | Pentax-X-16       | 24  |
| 4   | Ricardo Tormo      | Van Veen-Kreidler | 21  |
| 5   | Jacky Hutteau      | ABF               | 17  |
| 6   | Hans-Jürgen Hummel | Kreidler          | 15  |
| 7   | Theo Timmer        | Bultaco           | 12  |
| 8   | Rolf Blatter       | Kreidler          | 10  |
|     | Yves Dupont        | ABF               | 10  |
| 10  | Giuseppe Ascareggi | Minarelli         | 4   |
|     | Otto Machinek      | Kreidler          | 4   |

## Zijspannen
De tweede zijspanrace van het seizoen was een paar ronden spannend toen zich een kopgroep had gevormd met Egbert Streuer/Johan van der Kaap, Bruno Holzer/Karl Meierhans en Werner Schwärzel/Andreas Huber. Na drie ronden kreeg een tweede groep aansluiting: Biland/Waltisperg, Michel/Burkhardt en Taylor/Johansson. Streuer's motor verloor vermogen en hij had per ronde twee seconden meer nodig dan in de training. Hij moest Biland, Michel en Taylor dan ook voorbijlaten.

### Uitslag zijspannen
| Pos | Coureur          | Bakkenist          | Merk               | Tijd    | Punten |
| --- | ---------------- | ------------------ | ------------------ | ------- | ------ |
| 1   | Rolf Biland      | Kurt Waltisperg    | Krauser-LCR-Yamaha | 42'15"4 | 15     |
| 2   | Alain Michel     | Michael Burkhardt  | Seymaz-Yamaha      |         | 12     |
| 3   | Jock Taylor      | Benga Johansson    | Windle-Yamaha      |         | 10     |
| 4   | Egbert Streuer   | Johan van der Kaap | LCR-Yamaha         |         | 8      |
| 5   | Werner Schwärzel | Andreas Huber      | Krauser-Yamaha     |         | 6      |
| 6   | Michel Vanneste  | Serge Vanneste     | Busch-Suzuki       |         | 5      |
| 7   | Yvan Trolliet    | Denis Vernet       | Seymaz-Yamaha      |         | 4      |
| 8   | Göte Brodin      | Billy Gällros      | Krauser-Yamaha     |         | 3      |
| 9   | Masato Kumano    | Georg Buchner      | Kumano-Yamaha      |         | 2      |
| 10  | Hermann Huber    | Rainer Gundel      | Krauser-LCR-Yamaha |         | 1      |
| 11  | Bruno Holzer     | Karl Meierhans     | LCR-Yamaha         |         |        |

### Top 10 WK-stand na deze race
| Pos | Coureur          | Bakkenist                        | Motorfiets                  | Ptn |
| --- | ---------------- | -------------------------------- | --------------------------- | --- |
| 1   | Rolf Biland      | Kurt Waltisperg                  | Krauser-LCR-Yamaha          | 30  |
| 2   | Jock Taylor      | Benga Johansson                  | Windle-Yamaha               | 22  |
| 3   | Egbert Streuer   | Johan van der Kaap               | LCR-Yamaha                  | 16  |
|     | Werner Schwärzel | Andreas Huber                    | Krauser-Yamaha              | 16  |
| 5   | Alain Michel     | Paul Gérard en Michael Burkhardt | Seymaz-Fath / Seymaz-Yamaha | 15  |
| 6   | Göte Brodin      | Billy Gällros                    | Krauser-Yamaha              | 7   |
| 7   | Rolf Steinhausen | Kenny Arthur                     | Bartol-LCR                  | 6   |
| 8   | Bruno Holzer     | Karl Meierhans                   | LCR-Yamaha                  | 5   |
|     | Michel Vanneste  | Serge Vanneste                   | Busch-Suzuki                | 5   |
| 10  | Yvan Trolliet    | Denis Vernet                     | Seymaz-Yamaha               | 4   |

1972 · 1973 · 1974 · 1975 · 1976 · 1977 · 1978 · 1979 · 1980 · 1981 · 1982 · 1983 · 1984 · 1985 · 1986 · 1987 · 1988 · 1989 · 1990